# Coronel Felipe Varela (departamento)
Departamento Coronel Felipe Varela é um departamento da província de La Rioja, na Argentina.